# エミリオ・グレコ
エミリオ・グレコ（Emilio Greco、1913年10月11日 - 1995年4月5日）は、イタリアの彫刻家、画家。ペリクレ・ファッツィーニと並んで、イタリアの現代具象彫刻を代表する作家として知られる。ピノッキオが生まれた村　コッローディのピノッキオ公園にグレコのピノッキオのブロンズ像が設置されている。

## 略歴

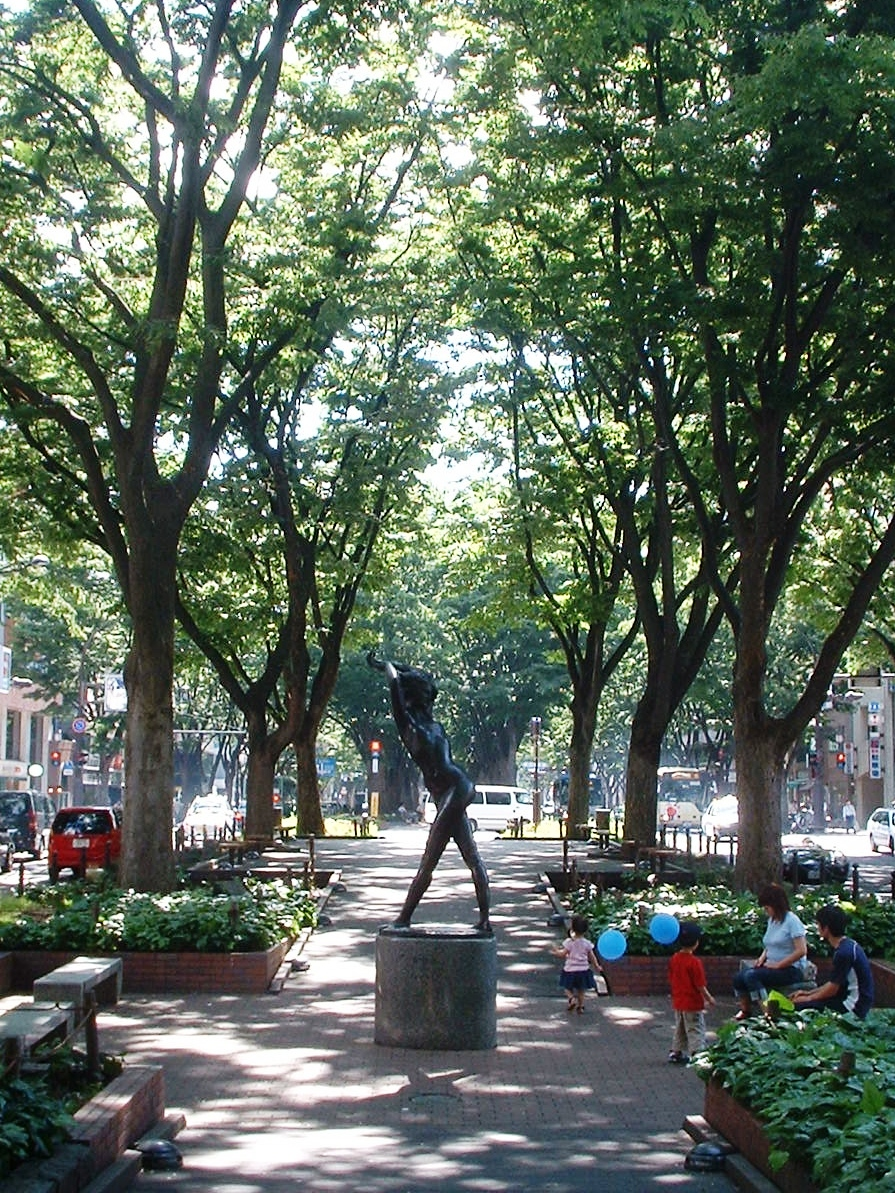
『夏の思い出』（仙台市・定禅寺通り）

カターニアに生まれた。13歳の頃から石工のもとに弟子入りしたが、そののちにパレルモの美術学校へ通った。1943年には作品を展覧会に出品していたが、第二次世界大戦が終わるまでは十分な創作活動をすることが出来なかった。終戦後の1946年には初の個展を開催、1948年にはローマの美術中等学校のティーチングアシスタントとして勤務した。
1968年にローマ・アカデミア美術学校教授に就任。
グレコの作品は日本でも親しまれており、1971年には日本で大規模な回顧展が開かれた他、1974年には箱根 彫刻の森美術館にグレコ・ガーデンが開設され、グレコの作品を展示している。その他、岡山短期大学や有馬グランドホテル、銕橋（長崎県）など各地にグレコの作品が展示されている。また川添梶子、新谷琇紀、緒方良信などグレコに師事した日本人もいる。
1989年に「ホンダ・コンチェルト」のCMに出演。
1991年にはエミリオ・グレコ美術館がイタリアのオルヴィエートに開館し、60点の絵画作品と32点の彫刻作品を収蔵、公開している。また1994年には、生地カターニアにも別のエミリオ・グレコ美術館が開館した。
1995年、ローマで死去。

## 主な作品
- 『ゆあみ』 - 連作
- 『水浴の女』 - 連作
- 『うずくまる女』 - 連作
- 『夏の思い出』 - 仙台市・定禅寺通りに設置。
- 『教皇ヨハネス23世の囚人訪問』 - サン・ピエトロ大聖堂の奉献の礼拝堂のレリーフ